# Cec McCormack
John Cecil „Cec“ McCormack (* 15. Februar 1922 in Chester-le-Street; † 1995) war ein englischer Fußballspieler.

## Sportlicher Werdegang
McCormack debütierte während der kriegsbedingten Pause Anfang der 1940er Jahre in der Erwachsenenmannschaft des AFC Gateshead, für den er nach Wiederaufnahme des regulären Spielbetriebs in der Third Division North auflief. Im Frühjahr 1947 wechselte er während der laufenden ersten Erstliga-Nachkriegsspielzeit 1946/47 zum FC Middlesbrough in die First Division, wo er trotz Torquote von nahezu einem Treffer in jedem zweiten Spiel bis 1949 nur unregelmäßig zum Einsatz kam. Daher schloss er sich dem Non-League-Klub Chelmsford City an, der seinerzeit zu den führenden Mannschaften in der Southern Football League gehörte.
Im Sommer 1950 nahm der Zweitligist FC Barnsley McCormack unter Vertrag. In der Spielzeit 1950/51 erzielte er 33 der 74 Saisontore der Mannschaft, die auf dem 15. Tabellenplatz rangierend die Saison im Nirgendwo der Tabelle abschloss. Damit krönte er sich jedoch zum Torschützenkönig der Spielklasse. Im Herbst 1951 warb ihn der ambitionierte Ligakonkurrent Notts County ab, der sich anschickte, den Ortsrivalen Nottingham Forest zu überflügeln und den Erstligaaufstieg anstrebte. Zwar zeichnete er sich auch hier durch seine Torgefahr aus, kam aber bis zu seinem Abschied 1955 nur in 82 Ligaspielen zum Einsatz und erzielte dabei 35 Tore. Parallel blieb der Klub zwar in der zweiten Liga, platzierte sich aber vornehmlich in der zweiten Tabellenhälfte. 
Beim FC King’s Lynn ließ McCormack anschließend seine Karriere im Non-League football ausklingen.